# 1950 en sport automobile
Chronologie du Sport automobile
1949 en sport automobile - 1950 en sport automobile - 1951 en sport automobile

## Les faits marquants de l'année1950enSport automobile
- Le Français Marcel Becquart remporte le Rallye automobile Monte-Carlo sur une Hotchkiss.

- Bill Rexford remporte le championnat de la série NASCAR avec un montant total de 6 175 $ (USD).

## Par mois

### Mai
- 13 mai (Formule 1) : premier Grand Prix de Formule 1, celui de Grande Bretagne sur le circuit de Silverstone, en Angleterre. La course se termine par un triplé des Alfa Romeo, l'Italien Giuseppe Farina s'imposant devant son compatriote Luigi Fagioli (2e) et le Britannique Reg Parnell (3e).
- 21 mai : deuxième grand prix de F1 de la saison 1950 à Monaco, remporté par Juan-Manuel Fangio sur Alfa Roméo.
- 30 mai : troisième grand prix de F1 de la saison 1950 aux 500 miles d'Indianapolis, remporté par Johnnie Parsons sur Kurtis Kraft-Offenhauser.

### Juin
- 4 juin : quatrième grand prix de F1 de la saison 1950 en Suisse, remporté par Giuseppe Farina sur Alfa Romeo.
- 18 juin : cinquième grand prix de F1 de la saison 1950 en Belgique, remporté par Juan Manuel Fangio sur Alfa Romeo.
- 24 juin : départ de la dix-huitième édition des 24 Heures du Mans.
- 25 juin : victoire de Louis Rosier et Jean-Louis Rosier sur une Talbot aux 24 Heures du Mans.

### Juillet
- 2 juillet : sixième grand prix de F1 de la saison 1950 en France, remporté par Juan Manuel Fangio sur Alfa Romeo.
- 23 juillet : Grand Prix des Pays-Bas. Hors Championnat

### Septembre
- 3 septembre : après sa victoire lors du GP d'Italie, sur le circuit de Monza, l'Italien Giuseppe Farina remporte le premier Championnat du monde de Formule 1 au volant d'une Alfa Romeo.

## Naissances
- 9 janvier : Giuliano Mazzoni, pilote  de rallye italien.
- 18 janvier : 
  - Gianfranco Brancatelli, pilote automobile italien.
  - Gilles Villeneuve, pilote automobile canadien.  († 8 mai 1982).
- 29 janvier : Jody Scheckter, pilote automobile sud-africain.
- 19 février : Jean-Pierre Malcher, pilote automobile français.
- 9 mars : Danny Sullivan, pilote automobile américain.
- 18 mars : Larry Perkins, pilote automobile australien.
- 1er avril : Loris Kessel, pilote automobile suisse.  († 15 mai 2010).
- 31 juillet : Gérard Tremblay, pilote automobile français.
- 19 août : Mike Rowe, pilote automobile de stock-car.
- 28 août : Ladislav Křeček, pilote automobile tchécoslovaque de rallyes.
- 26 septembre : Helmut Henzler, pilote automobile allemand.
- 11 novembre : 
  - Holger Bohne, pilote automobile allemand.
  - Marie-Pierre Palayer, pilote automobile lyonnaise de rallyes, rallye-raid, et sur circuits.
- 28 décembre : Juan María Traverso, pilote automobile argentin.

## Décès
- 29 juillet :  Joe Fry, pilote anglais de course automobile. (° 26 octobre 1915).